# Kreuz von Wackersdorf

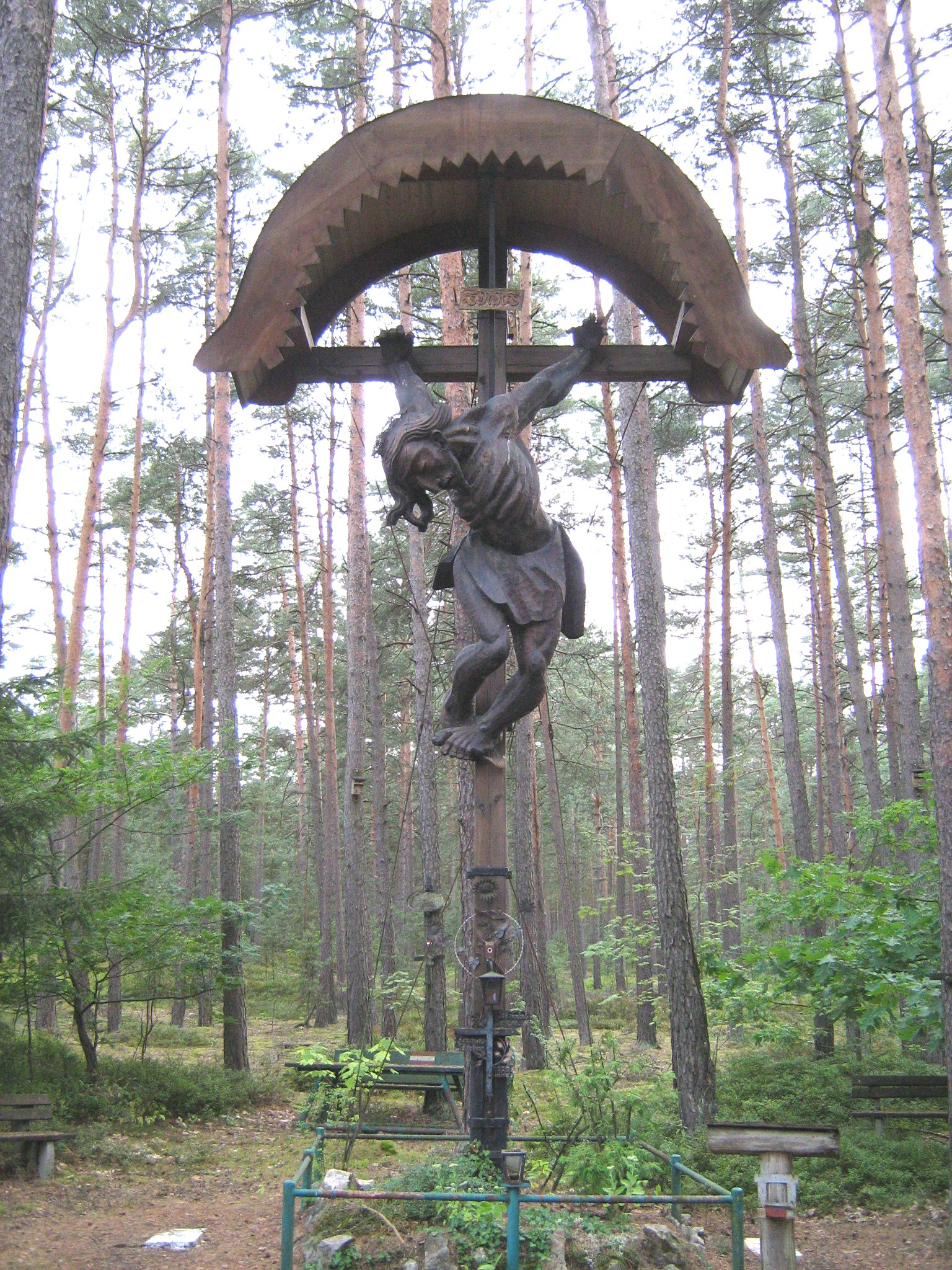
Kreuz von Wackersdorf

Das Kreuz von Wackersdorf ist ein Protestkreuz gegen die atomare Wiederaufarbeitungsanlage Wackersdorf (WAA) und steht neben dem Franziskus-Marterl nahe der ehemaligen WAA-Baustelle im Blaubeerwald bei Wackersdorf.

## Geschichte

### Gestohlenes Kreuz

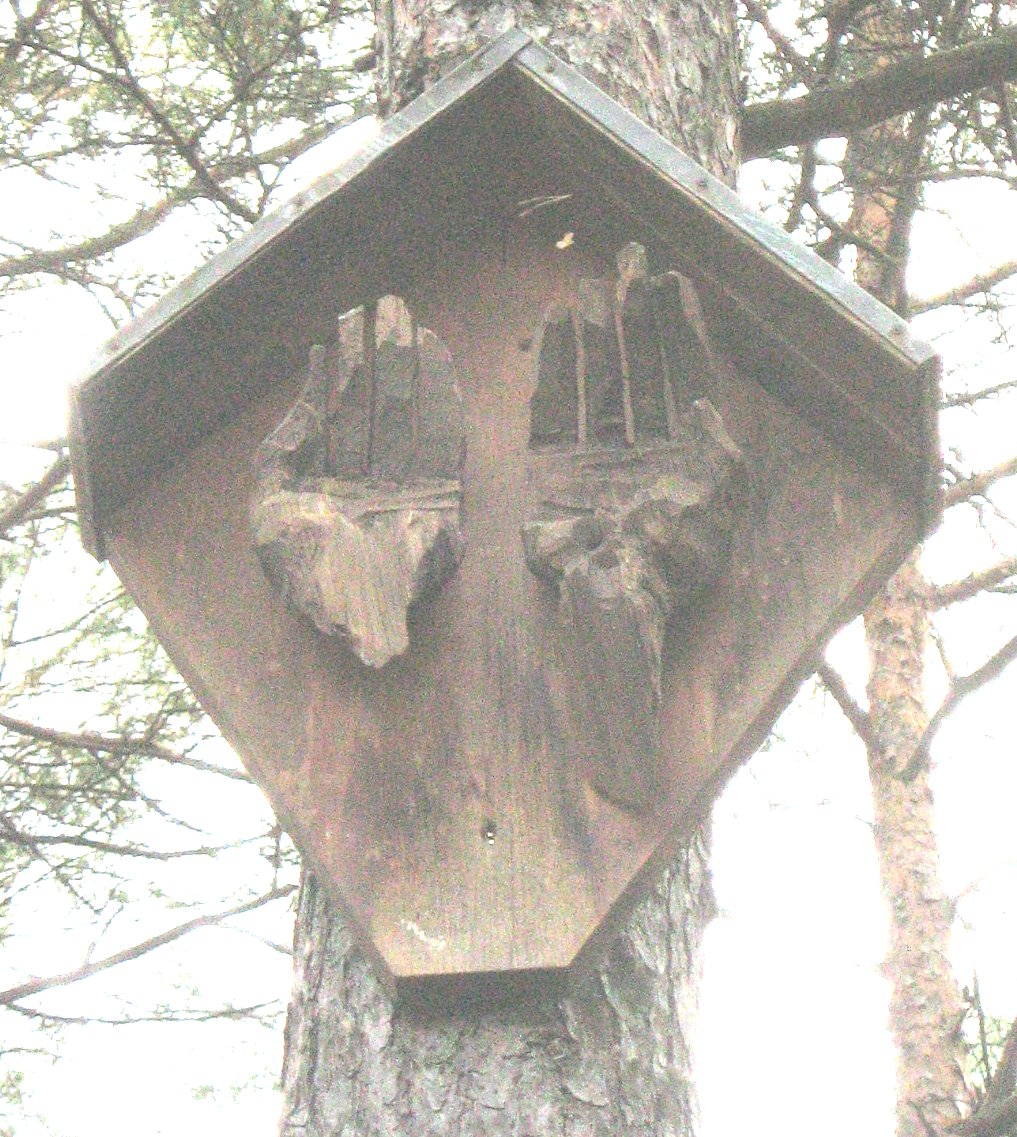
Gestohlenes Kreuz

Vom 26. bis 29. Dezember 1985 fertigte der Burglengenfelder Holzbildhauer Stefan Preisl bei eisigen Temperaturen aus einem Fichtenstamm eine 1,60 m große Christusfigur an. Der Korpus wurde an einem zehn Meter hohen Fichtenkreuz befestigt und im zweiten Anti-WAA-Hüttendorf „Freies Wackerland“ im Taxölderner Forst aufgestellt. Das von Pfarrer Andreas Schlagenhaufer geweihte Kruzifix stand eine Woche lang. Bei der Räumung des Hüttendorfes am 7. Januar 1986 wurde es von der Polizei abgesägt und weggetragen. Ein Polizeipfarrer entweihte zuvor das Kreuz und beaufsichtigte seinen würdevollen Transport. Die kurz darauf zurückgegebene Christusfigur wurde von Demonstranten zum Franziskus-Marterl gebracht und dort aufgestellt. In der Nacht zum 20. Februar 1986 verschwand die Christusfigur. Nur die abgebrochenen Hände blieben zurück.

### Kreuz von Wackersdorf

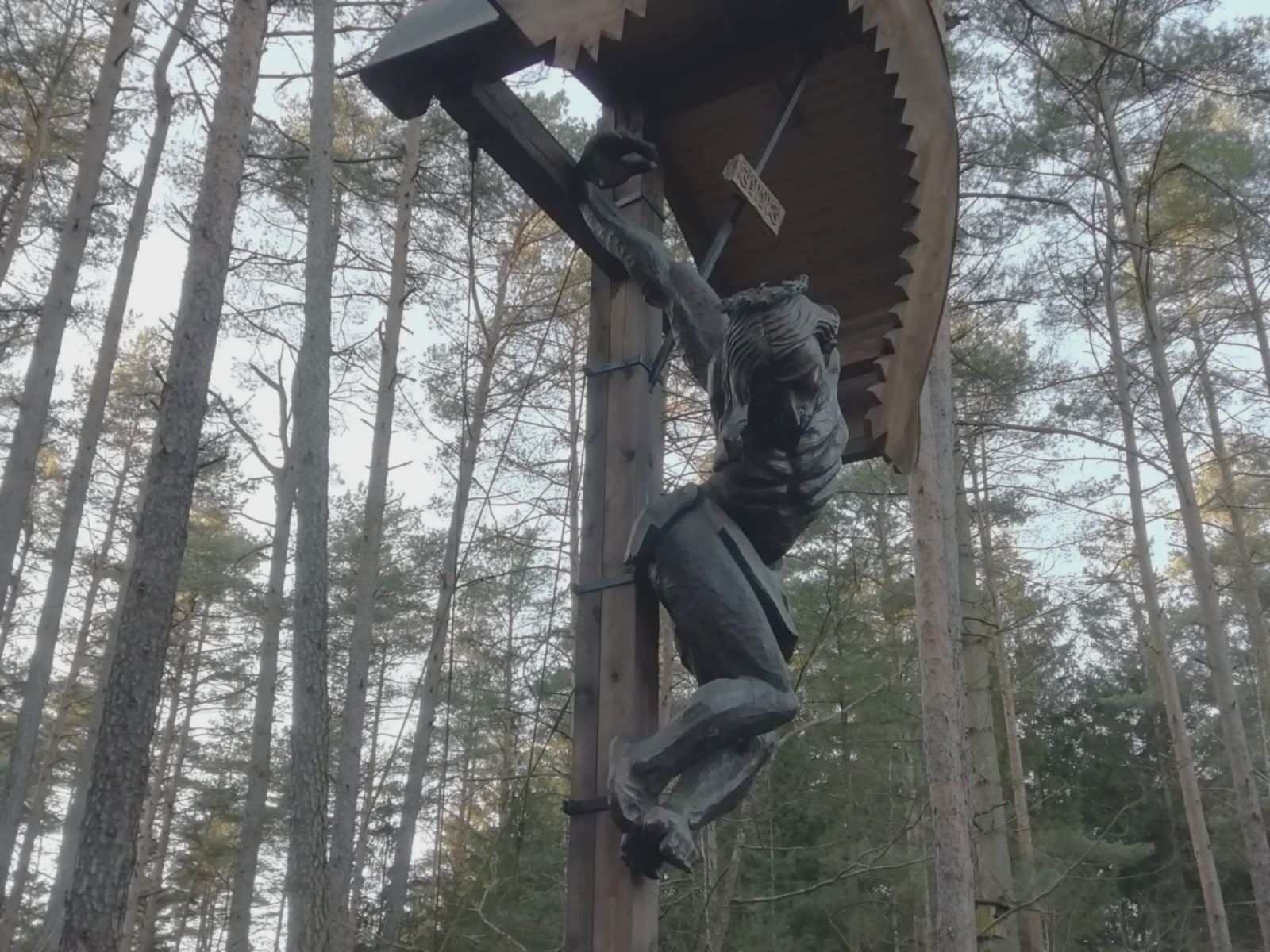
Kreuz von Wackersdorf

Als Preisl im Februar 1986 erfuhr, dass seine Christusfigur vom Baum gerissen wurde, begann er ein neues mächtigeres Kreuz zu fertigen. Man sollte das neue tonnenschwere Kreuz nicht so problemlos mitnehmen und verschwinden lassen können. Er kaufte wuchtige Bildhauerblöcke aus Weymouthkiefer und leimte sie zusammen. Bis Ostern arbeitete Preisl im Garten seines Elternhauses. Die zweite Christusfigur wurde deutlich größer und schwerer als ihre Vorgängerin. Ein befreundeter Zimmermann konstruierte derweil das Holzkreuz für den Korpus. Mit einem Tieflader wurde das Kreuz zum Franziskus-Marterl gebracht, wo Stahlarbeiter der Maxhütte eiserne Halterungen errichtet hatten. Mit Stahlseilen richteten fünfzig Männer das gewaltige Kruzifix auf. Am Ostersonntag 1986, an dem 100.000 Menschen beim Ostermarsch in Wackersdorf demonstrierten, stand das sieben Meter hohe Kruzifix neben dem Franziskus-Marterl. Die Mitglieder der Marterlgemeinde bauten eine runde Bedachung über das Kreuz und sorgen bis heute für dessen Erhalt.

## Künstler – Stefan Preisl
Stefan Preisl (* 1956) absolvierte ab 1976 eine Ausbildung zum Holzbildhauer und ist seit 1981 als freischaffender Bildhauer in seiner Heimatstadt Burglengenfeld tätig. Von Beginn an beteiligte er sich an den Widerstandsaktionen gegen die WAA in Wackersdorf. Später arbeitete Preisl auch als Baumpfleger und Baumkletterer.
2003 schuf Preisl mit der Künstlergruppe „Dünger“ den Burglengenfelder Kunstwaldgarten, eine ganzjährige Open-Air-Kunstausstellung.

## Dokumentationen
Zeitzeugen-Interviews mit dem Künstler Stefan Preisl (HdBG 2015)
- Errichtung des Holzkreuzes mit der von ihm geschnitzten Christusfigur im Wackersdorfer Hüttendorf und die Abnahme durch die Polizei bei der Räumung.[16]
- Anfertigung und Errichtung der zweiten Christusfigur aus Holz, die bis heute am Marterl in Wackersdorf zu sehen ist.[17]
- Gewalt der Demonstranten, vor allem gegen Sachen, Gewaltanwendung der Polizei, insbesondere durch die Berliner Spezialeinheit in Wackersdorf.[18]
- Mentalität der Demonstranten gegen die WAA Wackersdorf, die den Gedanken an einen möglichen Misserfolg gar nicht erst zuließ.[19]
- Einsatz von Wasserwerfern, CN-/CS-Gas und Gewalt durch die Polizei in Wackersdorf, was zu einer Radikalisierung der Bevölkerung führte.[20]